# Krčevina pri Vurbergu
Krčevina pri Vurbergu is een plaats in Slovenië en maakt deel uit van de gemeente Ptuj in de NUTS-3-regio Podravska.